# Campionati pacifico-americani di slittino 2018
I Campionati pacifico-americani di slittino 2018, settima edizione della manifestazione, si sono disputati a Calgary, in Canada, l'8 e il 9 dicembre 2017 sulla pista del Canada Olympic Park, il tracciato che ospitò le Olimpiadi invernali del 1988. La località nella  provincia dell'Alberta ha ospitato la manifestazione per la terza volta dopo le edizioni del 2012 e del 2016.
L'evento si è svolto all'interno della quarta tappa di Coppa del Mondo 2017/18.

## Singolo uomini
L'atleta di casa Samuel Edney vinse il suo secondo titolo dopo quello conquistato nella prima edizione di Calgary 2012, battendo il connazionale Mitchel Malyk, che fu medaglia di bronzo nel 2016, e lo statunitense Chris Mazdzer, già detentore di tre titoli, vinti nel 2013, nel 2014 e nel 2016. Il detentore del titolo 2017, lo statunitense Tucker West, ha concluso la gara al quarto posto.
| Pos. | Atleti             | Nazione     | Tempo    | Distacco |
| ---- | ------------------ | ----------- | -------- | -------- |
|      | Samuel Edney       | Canada      | 1:29.138 |          |
|      | Mitchel Malyk      | Canada      | 1:29.265 | +0.127   |
|      | Chris Mazdzer      | Stati Uniti | 1:29.566 | +0.428   |
| 4    | Tucker West        | Stati Uniti | 1:29.657 | +0.519   |
| 5    | Reid Watts         | Canada      | 1:29.681 | +0.543   |
| 6    | Taylor Morris      | Stati Uniti | 1:29.739 | +0.601   |
| 7    | John Fennell       | Stati Uniti | 1:29.799 | +0.661   |
| 8    | Alexander Ferlazzo | Australia   | -        |          |
| 9    | Rubén González     | Argentina   | -        |          |

## Singolo donne
Anche nella gara femminile a trionfare è stata un'atleta canadese, Alex Gough infatti vince il suo terzo titolo dopo quelli conquistati a Calgary 2012 e a Whistler 2014, battendo la connazionale Kimberley McRae, che fu medaglia di bronzo a Calgary 2016 e la statunitense Summer Britcher, già argento nel 2016 e bronzo a Lake Placid 2015. La detentrice del titolo 2017, la statunitense Erin Hamlin, ha terminato la gara al sesto posto.
| Pos. | Atlete                 | Nazione     | Tempo    | Distacco |
| ---- | ---------------------- | ----------- | -------- | -------- |
|      | Alex Gough             | Canada      | 1:33.557 |          |
|      | Kimberley McRae        | Canada      | 1:33.796 | +0.239   |
|      | Summer Britcher        | Stati Uniti | 1:33.970 | +0.413   |
| 4    | Emily Sweeney          | Stati Uniti | 1:34.071 | +0.514   |
| 5    | Brooke Apshkrum        | Canada      | 1:34.681 | +1.124   |
| 6    | Erin Hamlin            | Stati Uniti | 1:35.169 | +1.612   |
| 7    | Raychel Germaine       | Stati Uniti | -        |          |
| 8    | Verónica María Ravenna | Argentina   | -        |          |

## Doppio
A completare la tripletta canadese sul gradino più alto del podio furono gli atleti del doppio Tristan Walker e Justin Snith che vinsero così il loro quarto titolo dopo quelli conquistati a Lake Placid 2013, a Whistler 2014 e a Calgary 2016, battendo i campioni in carica, gli statunitensi Matt Mortensen e Jayson Terdiman, i quali vinsero l'oro anche nel 2012 e nel 2015; sul terzo gradino del podio salì invece l'altra coppia statunitense formata da Justin Krewson e Andrew Sherk, già argento nel 2017 e bronzo nel 2016.
| Pos. | Atleti                         | Nazione     | Tempo    | Distacco |
| ---- | ------------------------------ | ----------- | -------- | -------- |
|      | Tristan Walker Justin Snith    | Canada      | 1:27.353 |          |
|      | Matt Mortensen Jayson Terdiman | Stati Uniti | 1:27.396 | +0.043   |
|      | Justin Krewson Andrew Sherk    | Stati Uniti | 1:27.840 | +0.487   |
| 4    | Jacob Hyrns Anthony Espinoza   | Stati Uniti | 1:27.970 | +0.617   |

## Medagliere
| Posizione | Nazione     | Oro | Argento | Bronzo | Totale |
| --------- | ----------- | --- | ------- | ------ | ------ |
| 1         | Canada      | 3   | 2       | 0      | 5      |
| 2         | Stati Uniti | 0   | 1       | 3      | 4      |
| Totale    | Totale      | 3   | 3       | 3      | 9      |